# Oromia
A Oromia é uma das nove kililoch da Etiópia.

## Dados
Capital: Adis Abeba
População: 24 000 000 hab.
Área: 353 632 km²